# Pointe Ronde
Pointe Ronde är en bergstopp i Schweiz.   Den ligger i distriktet Martigny och kantonen Valais, i den sydvästra delen av landet, 110 km söder om huvudstaden Bern. Toppen på Pointe Ronde är 2 700 meter över havet, eller 72 meter över den omgivande terrängen. Bredden vid basen är 0,09 km.
Terrängen runt Pointe Ronde är huvudsakligen mycket bergig. Närmaste större samhälle är Martigny, 8,0 km nordost om Pointe Ronde. 
Trakten runt Pointe Ronde är permanent täckt av is och snö. Runt Pointe Ronde är det glesbefolkat, med 19 invånare per kvadratkilometer.